# Juan Francisco Muñoz
Juan Francisco Muñoz Melo, né le 25 juin 1959 à Santander, est un ancien joueur de handball espagnol évoluant au poste d'arrière gauche. 
Avec 701 buts marqués en 243 sélections avec l'équipe nationale espagnole, il a un temps possédé les meilleures statistiques et figure toujours dans le top 5. En clubs, il a notamment remporté sept Coupes d'Europe dont cinq fois la Coupe des vainqueurs de coupe (C2).

## Palmarès

### Sélection nationale
Jeux olympiques
- 5e place aux Jeux olympiques de 1980 à Moscou,  Union soviétique
- 8e place aux Jeux olympiques de 1984 à Los Angeles,  États-Unis
- 9e place aux Jeux olympiques de 1988 à Séoul,  Corée du Sud
- 5e place aux Jeux olympiques de 1992 à Barcelone,  Espagne

Championnats du monde
- 4e place au Championnat du monde B 1989
- 5e place au Championnat du monde 1990

### En club
Compétitions internationales
- Vainqueur de la Ligue des champions (C1) (1) : 1994
- Vainqueur de la Coupe des vainqueurs de coupe (C2) (5) : 1980, 1984, 1985, 1986, 1990
- Vainqueur de la Coupe de l'IHF (C3) (1) : 1993

Compétitions nationales
- Vainqueur du Championnat d'Espagne (6) : 1978, 1982, 1986, 1988, 1993 et 1994
- Vainqueur de la Coupe du Roi (7) : 1980, 1983, 1984, 1985, 1988, 1989 et 1995
- Vainqueur de la Coupe ASOBAL (2) : 1991 et 1992
- Vainqueur de la Supercoupe d'Espagne (3) : 1986/87, 1992/93 et 1994/95

### Distinctions individuelles
- nommé à l'élection du meilleur handballeur mondial pour la l'année 1988